# SN 2000bo
SN 2000bo – supernowa odkryta 23 marca 2000 roku w galaktyce A094934-0320. W momencie odkrycia miała maksymalną jasność 18,30m.